# Tornik
Tornik (Servisch cyrillisch Торник) is een plaats in de Servische gemeente Ljubovija. De plaats telt 168 inwoners (2002).